# Drenov Bok
Drenov Bok je naselje u Republici Hrvatskoj u Sisačko-moslavačkoj županiji, u sastavu općine Jasenovac.

## Zemljopis
Drenov Bok se nalazi zapadno od Jasenovca, na lijevoj obali rijeke Save južno od Krapja.

## Stanovništvo
Prema popisu stanovništva iz 2001. godine Drenov Bok je imao 143 stanovnika.
| broj stanovnika | 844   | 955   | 881   | 885   | 898   | 922   | 840   | 770   | 656   | 666   | 585   | 431   | 318   | 222   | 143   | 82    | 82    |
|                 | 1857. | 1869. | 1880. | 1890. | 1900. | 1910. | 1921. | 1931. | 1948. | 1953. | 1961. | 1971. | 1981. | 1991. | 2001. | 2011. | 2021. |

## Šport
- NK Jedinstvo Drenov Bok